# Газлайтинг

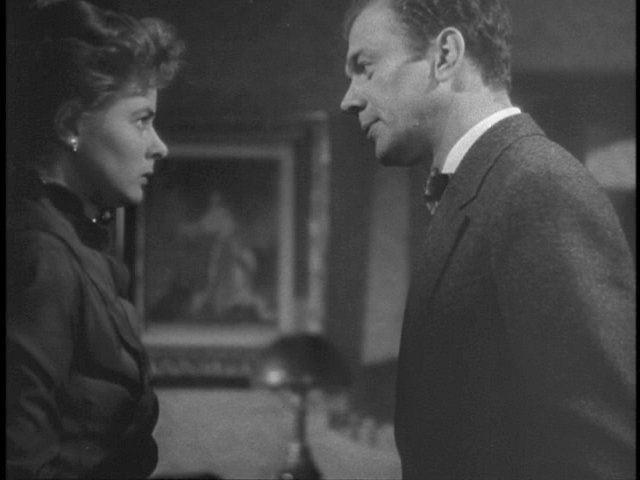
Інгрід Бергман та Джозеф Коттен у фільмі Газове світло (1944)

Газлайтинг або ґазлайтинґ (англ. gaslighting) — форма психологічної маніпуляції, метою якої є змусити жертву сумніватися в адекватності свого сприйняття навколишньої дійсності, ставлячи під сумнів власну пам'ять та розсудливість.
Термін походить від британської театральної п'єси «Газове світло» (англ. Gas Light, 1938), хоча цей термін набув популярності лише з середини 2010-х років.

## Походження
Термін «газлайтинг» поширився через назву американського фільму «Газове світло» (1944), у якому чоловік використовує обман, аби переконати свою дружину у тому, що у неї є психічні розлади. Фільм 1944 року є ремейком однойменного фільму 1940 року, який своєю чергою оснований на п'єсі-трилері 1938 року «Газове світло», дія якого відбувається у вікторіанську епоху. Назва пішла від газового освітлення будинку, яке, здається, колихається щоразу, коли чоловік залишає дружину саму дома. Сам термін «газлайтинг» не згадується ані в п'єсі, ані у фільмі.
Газлайтинг був незрозумілим, або езотеричним терміном до середини 2010-х років, коли він широко розповсюдився в англійській лексиці. Згідно з Американською психологічною асоціацією, цей термін «колись стосувався маніпуляції, такого масштабу, що викликав у людей психологічний розлад, та людину, яка піддавалась газлайтингу, можна було помістити до психіатричної лікарні». Зараз цей термін визначений Мерріам-Вебстер як «психологічна маніпуляція», щоб змусити людину поставити під сумнів своє сприйняття реальності, що призводить до того, що жертва стає залежною від маніпулятора.
The New York Times вперше використали «газлайтинг» у колонці Морін Дауд у 1995 році. Хоча цей термін протягом наступних 20 років був використаний лише дев'ять разів. Американське діалектне товариство визнало слово «газлайтинг» найкориснішим новим словом у 2016 році. Оксфордський університет назвав «газлайтинг» другим у своєму списку найпопулярніших нових слів 2018 року.

## Загальні прийоми газлайтингу
Існує багато прийомів, які використовують для газлайтингу, іншими словами для обману своїх жертв, таких як обфускація. Окрім цього, є ще інші методи, які використовують доволі часто:

### Утримання
Аб'юзер удає, що не розуміє думку жертви. Вони відмовляються слухати те, що скаже людина, якою вони маніпулюють. Кривдник також може звинувачувати жертву у тому, що це вона викручує факти.

### Заперечення фактів
Маніпулятор ставить під сумнів пам'ять жертви, попри те, що жертва все правильно запам'ятала. Кривдники кажуть, що цього не було, хоча людина точно знає, що це сталося.

### Блокування та відволікання
Кривдник вирішує, які теми є «хорошими» для розмови. Аб'юзер буде переводити розмову з теми на тему та повністю контролювати розмову. Ця людина може сказати жертві, що вона говорить не по темі, або занадто багато скаржиться.

### Знецінення почуттів і емоцій
Кривдник змушує жертву повірити, що її думки чи потреби не є важливими та що вона є просто надто чутливою. Це словесний аб'юз, який принижує, применшує важливість почуттів, думок та досвіду.

### Забування та заперечення
Кривдник вдає, що забуває те, що насправді сталося. Він може заперечувати наявність обіцянок з його боку або відкладати їх виконання, хоча вони можуть бути важливими для жертви. Хоча таке невиконання обіцянок може статись у всіх, у газлайтерів такі ситуації відбуваються на постійній основі та за відсутності на те важливих причин. Вони можуть вигадувати, або створювати штучні бар'єри, щоб дозволити собі заперечувати або відкладати те, що є важливим для жертви.

## У психіатрії та психології
Газлайтинг іноді використовують в клінічній літературі, але Американська психологічна асоціація вважає його розмовним словом.
З 1970-х років цей термін використовували в психоаналітичній літературі для опису навмисних спроб кривдників маніпулювати сприйняттям себе, оточення та стосунків своїх жертв.
Дослідницька стаття «Gaslighting: A Marital Syndrome» (1988) містить клінічні спостереження впливу на жінок того, як їхні реакції були неправильно інтерпретовані їхніми чоловіками, чоловіками-терапевтами. У дослідженні, опублікованому в 1977 році, С. Лунд і А. Гардінер розглянули випадок параноїдного психозу у літньої жінки, у якої, як повідомлялось, були повторювані епізоди, викликані персоналом лікарні, в якій проживала пацієнтка.
У книзі 1996 року «Gaslighting, the Double Whammy, Interrogation and Other Methods of Covert Control in Psychotherapy and Analysis» Тео Л. Дорпат, доктор медичних наук, рекомендує егалітарне ставлення та методи з боку лікарів: «ставитись до пацієнтів потрібно, як до співробітників, або рівноправних партнерів», також він пише: «Терапевти можуть сприяти поглибленню страждань жертви, неправильно діагностуючи її реакції. Поведінка чоловіка або дружини може призвести до нервового зриву, або в найгіршому випадку — самогубства». Дорпат також застерігає лікарів від ненавмисного маніпулювання пацієнтами при використанні методик прихованого контролю в Психотерапії, оскільки ці методи можуть примушувати пацієнтів, замість того, щоб поважати та щиро допомагати їм.
Деякі психологи проти того, щоб цей термін використовували настільки часто, тому що це може привести до знецінення цього терміна та серйозних наслідків для здоров'я жертв цього маніпуляційного прийому.

## У медицині
«Медичний газлайтинг» — це неформальний термін, який іноді використовують для опису ситуації, коли медичний працівник не знає, як вирішити стан пацієнта, або не хоче бути втягнутим у складну ситуацію, і применшує занепокоєння пацієнта щодо його здоров'я або намагається переконати його, що його симптоми є уявними. Медичний газлайтинг — це експлуатація довіри.
Медичні заклади описують пацієнтів як соматичних. Ця процедура лікарняних закладів створює динаміку влади в медицині, що призводить до нехтування турботою про пацієнта. Багато пацієнтів страждатимуть від того, що не зможуть находити лікування симптомів.

## У політиці
Прийоми газлайтингу будуть ефективнішими, якщо той, хто їх використовує, матиме певну владу.

У книзі 2008 року «Стан розгубленості: Політичні маніпуляції та атака на американський розум» автори стверджують, що поширеність газлайтингу в американській політиці почалася з епохою сучасних комунікацій:
«Сказати, що газлайтинг був започаткований… конкретною групою, буде неправильно, тому, що ми опускаємо важливий момент. Газлайтинг походить безпосередньо від поєднання сучасних комунікацій, маркетингу та рекламних технологій з давніми методами пропаганди. Вони просто чекали на те, щоб їх відкрили ті, хто має достатньо амбіцій та психологічних здібностей, аби ними скористатися».
Цей термін використовували для опису поведінки політиків та медіаперсон, як і на лівій, так і на правій стороні політичного спектра. Наприклад:
- Газлайтинг використовували для опису глобальних відносин Росії. У той час як російські пропагандисти були активними у Криму у 2017 році, російські політичні діячі постійно заперечували їх присутність, і маніпулювали недовірою політичних груп на свою користь.
- Американські журналісти широко використовували слово «газлайтинг» для опису дій Дональда Трампа під час президентських виборів у США 2016 року та його перебування на посаді президента.[19][20][21][22][23]
- Морін Дауд[en] описала використання цієї техніки адміністрацією Білла Клінтона, яка піддавала Ньюта Гінгріча дрібним приниженням, щоб спровокувати його на публічні скарги, які «виглядали як істеричні» у 1995 році.[24]
- Газлайтинг використовували для опису державних методів психологічного переслідування, що застосовувалися в Східній Німеччині протягом 1970-х і 80-х років. Ці методи використовували як частину методів служби державної безпеки для того, аби усунути людей, які були вороже настроєні проти тодішньої влади, без невиправданого ув'язнення, що б призвело до міжнародного осуду.
- Комік Джиммі Дор[en] використовував термін «газлайтинг», щоб описати, чому «The Squad[en]» не голосував за програму «Medicare for all[en]».[25]

## Поширене використання
Слово «газлайтинг» часто використовують неправильно, для позначення конфліктів та розбіжностей в цілому. За словами Робіна Стерна, доктора філософії, «газлайтинг часто використовують у звинувачувальному сенсі, коли хтось просто наполягає на чомусь, або хтось намагається вплинути на вас. Це не те, чим є газлайтинг».
Деякі експерти висловили занепокоєння, що настільки широке використання терміна розмиває його справжній сенс, і може ускладнити ідентифікацію конкретного типу насильства, описаного в оригінальному визначенні.

## В культурі
Одне з перших застосувань терміна на телебаченні було в епізоді 1974 року «Людина на шість мільйонів доларів». В епізоді другого сезону «Людина на сім мільйонів доларів» Стів Остін звинувачує Оскара Голдмана, Руді Уеллса і медсестру Карлу Петерсона в тому, що вони обдурили його, після того, як всі троє намагались переконати його у тому, що інцидент, який він бачив, насправді не траплявся.
В інтерв'ю 2000 року автори пісні «Gaslighting Abbie» (альбом Steely Dan) пояснюють, що текст пісні був натхненний терміном, який вони почули в Нью-Йорку, «gaslighting», який, на їхню думку, походить від фільму 1944 року «Gaslight». «Мова йде про певний вид маніпуляції свідомістю».
Протягом 2014—2016 років телесеріал «Лучники» транслював дворічну сюжетну лінію про Хелен, яка зазнала повільного примусового контролю з боку її знущального, маніпулятивного чоловіка Роба. Шоу шокувало Сполучене Королівство та викликало національну дискусію про домашнє насильство.
У фільмі 2016 року «Дівчина у потягу» Рейчел страждала від важкої депресії та алкоголізму. Сюжетна лінія розвивалася навколо втрат свідомості Рейчел, оскільки її чоловік постійно говорить їй, що вона зробила жахливі речі, яких насправді не робила.
У 2018 році телесеріал «Дні нашого життя» мав багатомісячну сюжетну лінію про помсту та систематичні зусилля Габі, спрямовані на те, щоб її найкраща подруга Ебігейл потрапила до психіатричної лікарні. В кінці, Габі з радістю зізналася Ебігейл, що вона робила з нею і чому.

## У філософії
Деякі люди не можуть терпіти незгоду з їхнім світоглядом або критику їхнього світогляду з боку важливих осіб у їхньому житті (наприклад, друзів, коханих, романтичних партнерів). Ефективним способом нейтралізації можливості критики є підрив уявлення інших людей про себе як про автономний осередок думки, суджень і дій. Це ефективно знижує здатність об'єкта критикувати або самостійно реагувати на критику.